# Himalaya (paquebot)
Pour les articles homonymes, voir Himalaya (homonymie) et C60.
L'Himalaya est un paquebot britannique construit pour la Peninsular and Oriental Steam Navigation Company en 1854. Dès sa mise en service, il est le plus grand navire jamais construit, mais sa taille et le prix du charbon font de lui un navire très peu rentable. La compagnie le revend donc aussitôt à la Royal Navy qui l'utilise comme transport de troupes pendant de nombreuses années, en particulier durant la seconde guerre de l'opium.
En 1895, il est renommé C60 et sert de réserve à charbon dans le port de l'île de Portland. Il est vendu à un particulier en 1920, mais continue à remplir le même rôle. Le 12 juin 1940, il est bombardé et coulé par des avions allemands.